# 团结名单—红绿联盟
团结名单—红绿联盟（丹麥語：Enhedslisten – De Rød-Grønne），常简称团结名单或红绿联盟，是丹麥的一个生態社會主義政黨。

## 歷史
1989年，丹麥共產黨（马克思列宁主义政党）、左翼社会主义者（社会主义政党，分裂自社会主义人民党）和社会主义工人党（托派政党、第四国际丹麦支部）組成“团结名单—红绿联盟”選舉聯盟。1991年，毛派政党共产主义工人党的成员以个人身份加入红绿联盟。
1994年，紅綠聯盟开始作为獨立政黨運作。創始政黨在黨內沒有直接發言權。目前，大部分黨員都未參與過創始政黨。
1994年，紅綠聯盟首次進入議會，被視為議會的"极左翼"。該黨席次從未超過6席，也從未獲得任何執政機會。
2006年3月，国际社会主义者（托派组织、国际社会主义倾向丹麦分支）加入该党。
2007年議會選舉，該黨提名具有穆斯林與社會主義者身分的阿斯玛·阿卜杜勒-哈米德為參選人。她頭戴伊斯蘭頭巾，不與男性握手，獲得部分伊瑪目的支持。這些事實，與一些她在政治和宗教上的聲明，引發了政治光譜上各界的批評。重要左翼人士也表示她的參選是撤回對政黨支持的原因。黨內組成反宗教網路，目的在於將黨轉變為以辩证唯物主义-马克思主义為基礎的的無神論政黨。
在選戰之中，有人猜測阿斯玛對選民會是吸力還是斥力。
紅綠聯盟在本次選舉得票率為2.2%，較2005年的3.4%低。儘管未能當選，阿斯玛仍表示她吸引了選民支持紅綠聯盟。
2011年議會選舉，紅綠聯盟得票率6.7%，席位從4席增至12席。
2015年1月18日，国际社会主义者退出该党。
2023年9月，丹麦共产党退出该党。

## 政策
- 創建社會主義的丹麥和在國際傳播社會主義
- 聯合左翼對抗資本主義
- 改善丹麥福利制度
- 確保社會正義
- 傳播同情心與宽容

紅綠聯盟反對丹麥加入歐盟與北約。

## 組織
紅綠聯盟的特色在於沒有黨主席，而是由25名委員組成的執行委員會擔任領導與決策工作。另外，議員須支付部分收入給黨，使得他們淨收入相當於熟練工人。
然而在2007年大選的支持度滑落，讓該黨看見加強組織領導的需求。喬安·施密特·尼爾森（Johanne Schmidt Nielsen）被選為發言人。
該黨是歐洲反資本主義左翼的創始成員之一，並與「歐盟批評運動歐洲聯盟」（The European Alliance of EU-critical Movements）、「新歐洲左翼論壇」（The New European Left Forum）等組織合作，同時也是歐洲左翼黨的觀察員。

## 與其他政黨關係
雖然紅綠聯盟反對許多社會民主黨執政時的政策，但兩黨在議會中合作，並支持中間偏左政府。
2009年歐洲議會選舉，紅綠聯盟未參選，而是支持反歐盟人民運動與六月運動。

## 黨員
| 1992 | 1.082 | ....   |
| 1993 | 999   | -7,7%  |
| 1994 | 1.093 | +9,4%  |
| 1995 | 1.189 | +8,8%  |
| 1996 | 1.282 | +7,8%  |
| 1997 | 1.479 | +15,4% |
| 1998 | 2.023 | +36,8% |
| 1999 | 1.968 | -2,7%  |
| 2000 | 1.945 | -1,1%  |
| 2001 | 1.992 | +2,4%  |
| 2002 | 2.366 | +18,8% |
| 2003 | 2.321 | -1,9%  |
| 2004 | 2.524 | +8,7%  |
| 2005 | 3.739 | +48,1% |
| 2006 | 4.127 | +10,4% |
| 2007 | 4.099 | -0,7%  |
| 2008 | 4.330 | +5,6%  |
| 2009 | 4.373 | +1,0%  |
| 2010 | 4.553 | +4,1%  |

## 外部連結
- （丹麦文） 官方網站（页面存档备份，存于）
- （英文） 官方網站（页面存档备份，存于）